# César Pedroso
Pour les articles homonymes, voir Pedroso.
César Pedroso Fernández (Pupy) est un pianiste et compositeur cubain né à La Havane le 24 septembre 1946, et mort le 17 juillet 2022. En tant que compositeur, il a plus de 150 œuvres à son actif qui ont fortement influencé la culture musicale urbaine cubaine, entre autres « Seis Semanas », « Azúcar », « El buenagente » et « Qué cosas tiene la vida ». Son style particulier a posé de nouveaux jalons pour les générations à venir.

## Biographie
César Pedroso Fernández (Pupy) est issu d'une famille de musiciens. Son père, César « Nene » Pedroso, était un pianiste qui jouait avec Chapottín et d'autres groupes, son grand-père Julio était le directeur de l'orchestre de Cuba, son oncle, connu sous le nom de Pío Escaparat.
César Pedroso a commencé par prendre des cours auprès d'Odilio Urfé, puis a 
passé un diplôme de piano de l'Amadeo Roldán conservatorium de La Havane.
Il a par la suite rejoint l'orquesta Unión Juvenil et l'Orquesta Fascinación. 
En  1967, il est devenu membre de l'orquesta Revé, qui a complètement modifié le paysage de la musique cubaine moderne. 
En 1969, César Pedroso et Juan Formell ont fondé Los Van Van, l'un des groupes les plus influents de la musique cubaine actuelle. La musique de Los Van Van, appelée songo, est un mélange de rythmes de Cuba et des Caraïbes, avec une touche de funk, de jazz et de rock.  Il est l'auteur de nombreux succès de ce groupe.
En 2001, Cesar Pedroso a créé son propre groupe de timba : « Pupy y los que Son, Son ».